# Rakouské državy
Jako rakouské državy je nazýván soubor čtyř rakouských vévodství, která tradičně patřila dynastii Babenberků, později Přemyslovců a nakonec Habsburků.

## Seznam
- Rakousy
- Štýrsko
- Korutany
- Kraňsko